# Stefan Höfel
Stefan Höfel (* 1983 in Bregenz) ist ein österreichischer Musikjournalist, Moderator, Musikproduzent, Musikwissenschaftler, Musikmanager und Arrangeur.

## Werdegang
Höfel hat Musikwissenschaft an der Universität Wien studiert und lebt derzeit in Wien.
Seit 2016 ist er als Redakteur, Moderator und Produzent für Ö1 tätig und präsentiert unter anderem Sendungen wie Intrada, Zeit-Ton oder das Ö1-Konzert.
Seit 2010 ist er als Redakteur, Moderator und Produzent für den ORF Vorarlberg tätig. Unter anderem für die Sendungen Kultur nach 6 und Konzert am Sonntag.
Als Manager betreute er von 2010 bis 2017 die Band holstuonarmusigbigbandclub (hmbc), die unter anderem mit einem Amadeus Austrian Music Award und einem Gold-Award ausgezeichnet wurde. 
Höfel arbeitet sowohl für den ORF wie auch freischaffend als Musikproduzent und hat unter anderem mit Künstlern wie Georges Pretre, Kirill Petrenko, den Wiener Philharmonikern und den Wiener Symphonikern zusammengearbeitet.
Höfel hat diverse ORF TV-Produktionen redaktionell sowie als Regieassistent betreut. Darunter die Eröffnung der Bregenzer Festspiele, Advent in Vorarlberg, Frühling in Vorarlberg, Seligsprechung Carl Lampert.